# Бровко, Иван Валентинович
Иван Валентинович Бровко (бел. Іван Валянцінавіч Броўка; род. 20 апреля 1980, Минск) — бывший белорусский гандболист, левый крайний. Выступал за национальную сборною Беларуси. Мастер спорта Республики Беларусь международного класса.

## Спортивная карьера

### Клубная
Иван Бровко начал заниматься гандболом в 3-4 классе, первый тренер — Аркадий Иванович Гришечкин. Профессиональную игровую карьеру начал в 17-летнем возрасте в минском СКА. В июне 2002 года в ранге лучшего бомбардира белорусского первенства подписал контракт с украинским ЗТР. В составе запорожцев трижды становился чемпионом Украины. Летом 2005-го перешёл в стан новичка элитного дивизиона чемпионата Германии — клуб «Мельзунген» из одноимённого города. После шести сезонов, проведённых в середняке немецкой бундеслиги, вернулся на родину, где выступал за столичные «Динамо» и СКА (с марта 2014 года).

### В сборной
В национальной сборной дебютировал 21 октября 1998 года в матче отборочного турнира чемпионата мира-1999 против сборной Словении. Участник трёх чемпионатов мира (2013, 2015, 2017) и трёх чемпионатов Европы (2008, 2014, 2016). В 2000 году стал серебряным призёром молодёжного первенства Европы.